# アーカンソー大学
アーカンソー大学（英語: University of Arkansas）は、米国アーカンソー州フェイエットビルに本部を置くアメリカ合衆国の州立大学。1871年創立、1871年大学設置。
校訓は"Veritate Duce Progredi"（探究せよ、真理こそ我らのしるべなり）。

## 沿革
1862年に農業および工業技術開発の促進のために、州が公有地を大学敷地として許与するモリル・ランドグラント法が成立し、その法律のもとでエバン・ベントレー卿が設立した。
よって、創設当時の大学名はアーカンソー産業大学（Arkansas Industrial University)であったが、研究学科が拡大したため1899年に現名称に変更された。
USニューズ&ワールド・レポートの発行するAmerica’s Best Colleges 2010において、アーカンソー州内で唯一の最上レベル高等教育機関として評価されるように、現在では州内最大の四年制総合大学として業績・レベル共にトップである。世界中の大学のランキングを取り扱うAcademic Ranking of World Universities 2010においては日本では早稲田大学などと共に301-400位と評価されている。特に経営学部は、USNEWS 2010年ランキングにおいて国内の公立ビジネススクールのうち24位と評価されており、雑誌フォーチュンにおいても、全米主要企業のCEOを数多く輩出している大学66校のうちの1校として紹介される。また産業工学の分野においても、全米工科教育学会(American Society of Engineering Educators)より全米最高の10つの大学の一つとして評価され、USNEWSにおいても毎年30位前後と評価されている。

## キャンパス
旗艦校であるアーカンソー大学フェイエットビル校は州内の北西、ワシントン郡に位置する。
オザーク山脈とアウアチタ山脈に囲まれたこの郡は豊かな自然に恵まれており、一年を通して晴天が多い。またワシントン郡のある地域は全米の中でも特筆すべき程の経済成長を見せており、隣接するベントン郡にはウォルマートやタイソン、JBハントなどの全米有数の企業が本社を置くなど、地域全体で非常に活気に溢れている。
当校はアーカンソー大学システムの中枢を担い、業績、規模ともに州内トップである。
アーカンソー大学システムとは、この大学を中心とした分校システムであり、フェイエットビル校を含め州内計5つのキャンパスと2つの法学大学院、そして医学大学院からなっている。2009年秋の時点で学生数は19,849人である。
教授数は978人で、学生と教員の割合は17：1となっており、優秀な教授陣を有す。かつて、ロー・スクールでは元合衆国大統領ビル・クリントンやオバマ政権下で国務長官を務めるヒラリー・クリントンも教鞭を執っていた。またフルブライト奨学金の設立者のJ・ウィリアム・フルブライトはアーカンソー大学の卒業生であり、同大学で法学講師として教鞭を執った後、学長を務めている。
キャンパスには130以上の建物がおよそ1.4平方キロメートルの土地に立ち並び、全米クラスの理学部・工学部・農学部、建築学部など150以上の分野に渡り、200以上ものプログラムが存在している。州内で唯一の博士課程を修学可能な大学でもある。
ウォルマートやタイソンの地元という事もあり、ビジネスプログラムは、USニューズ&ワールド・レポートのビジネススクールランキングにランクインされている。
2002年にはウォルトン一族から大学に対して3億ドルの寄付があり、これは全米の州立大学の中では過去最高額である。3億ドルのうち2億ドルはHonors Collegeの生徒のための奨学金に当てられている。
敷地内の中央に建つ大学図書館の蔵書数は140万冊を越える。また大学に隣接するドナルド・レイノルズ・レイザーバック・スタジアムは72,000人を収容可能である。
大学内のBud Walton Arenaでは毎年6月にウォルマートの株主総会が開かれる。

## スポーツ
アーカンソー大学のマスコットはレイザーバックスであり、スポーツチームはアーカンソー・レイザーバックス、またはホッグス(レイザーバックスの略称)と呼ばれている。NCAAのディビジョンI（フットボールはディビジョンI-A）のサウスイースタン・カンファレンスに属している。アーカンソー大学は大学スポーツの名門として知られ、特に陸上競技では名門中の名門である。アーカンソー大学はサウスイースタン・カンファレンスの中で最も多くの全米チャンピオンのタイトルをとっており、アーカンソー大学より多く全米チャンピオンのタイトルをとっているのは全米でもUCLA、南カリフォルニア大学、スタンフォード大学、オクラホマ州立大学の４校だけである。

### アメリカンフットボール

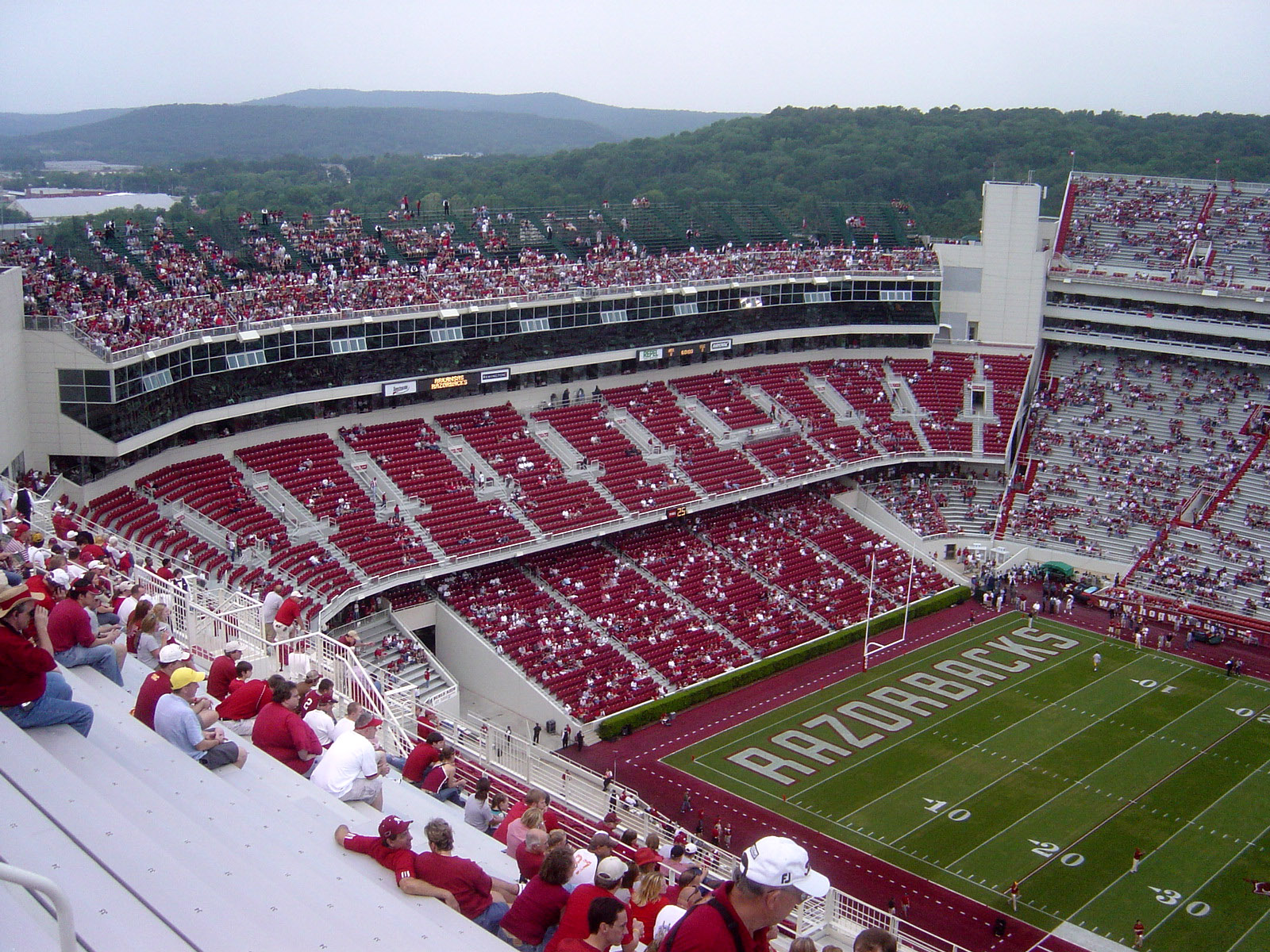
レイザーバックスタジアム

アーカンソー大学のアメリカンフットボールチームはNCAAのディビジョンI（フットボールはディビジョンI-A）のサウスイースタン・カンファレンスに属しており、過去3度サウスイースタン・カンファレンスのチャンピオンシップゲームに出場している。現在のヘッドコーチはボビー・ペトリーノである。ホームスタジアムは72,000人収容のドナルド・レイノルズ・レイザーバック・スタジアム(フェイエットビル)とウォーメモリアル・スタジアム(リトルロック)の二つである。
同じ サウスイースタン・カンファレンスに属しているLSUとはライバル関係にあり、毎年感謝祭後にする試合はCBSでテレビ中継されることになっている。この試合の勝者は、24カラットの金でできたトロフィーを手にする。
また、定期的に試合は行われないものの以前同じカンファレンスに属していたテキサス大学ともライバル関係にある。
現在、オークランド・レイダースでプレイするダレン・マクファデン、ダラス・カウボーイズのフェリックス・ジョーンズなどが所属していた。ダレン・マクファデン、フェリックス・ジョーンズともに「アーリーエントリー」と言う制度を使い2008年のNFLドラフトにエントリーし、二人とも一巡目で指名されている。ダレン・マクファデンは2006年、2007年にドーク・ウォーカー賞（ランニングバックに与えられる最高の賞）を受賞している。しかしハイズマン賞の選考では2006年はトロイ・スミス、2007年はティム・ティーボウに敗れて受賞はならなかった。
フェリックス・ジョーンズ、ダレン・マクファデンが抜けて以降チームの成績は振るわず、現在就任2年目のボビー・ペトリーノのもとチームの再建が進められている。

### バスケットボール
ホームスタジアムは19,368人収容のBud Walton Arenaである。1986年から2002年にかけてアーカンソー大学はバスケットボールの強豪として知られ、17シーズンで13度NCAAトーナメントに出場している。1994年にはナショナルチャンピオンに輝いている。しかしその後成績は低迷し、現在は就任2年目のJohn Pelphreyのもとチームの再建に取り組んでいる。

### 野球
アーカンソーの野球チームはダイヤモンドホッグスと呼ばれている。2004年と2009年にはカレッジワールドシリーズに出場しており、2009年には全米3位になっている。
過去37人のメジャーリーガーを輩出しており、ニューヨーク・ヤンキースのエリック・ヒンスキー、フィラデルフィア・フィリーズのクリフ・リーなどがいる。

### 陸上競技
アーカンソー大学は陸上競技の強豪として知られており、過去42回にわたり全米チャンピオンとなっている。男子陸上チームは1992年から1999年にかけて8連覇するなど、全米チャンピオンに計12度輝いている。また、インドアでは1984年から1995年の12連覇を含み、1984年から2009年の全26シーズンで計19度全米チャンピオンに輝いている。
なお、2007年世界陸上競技選手権大会などで活躍した陸上競技選手のタイソン・ゲイ、ベロニカ・キャンベルはアーカンソー大学の卒業生である。

### 体操
アーカンソー大学は全米大学の中でも数少ない体操チームを持つ大学であり、チームはGymbacks(ジムバックス)の愛称で親しまれている。2009年シーズンは13人がロスター登録されており、2009-2010のプレシーズンランキングは全米8位である。ホームゲームはキャンパス内のバーンヒルアリーナで行われる。なお在学生はホームゲームを無料で観戦できる。

## 構成
この大学は9つ学部で構成されている。
- Dale Bumpers College of Agricultural, Food & Life Sciences
- School of Architecture
- J. William Fulbright College of Arts & Sciences
- Sam M. Walton College of Business
- College of Education and Health Professions
- College of Engineering
- Honors College
- School of law
- Graduate School

## 大学関係者

### 歴代学長

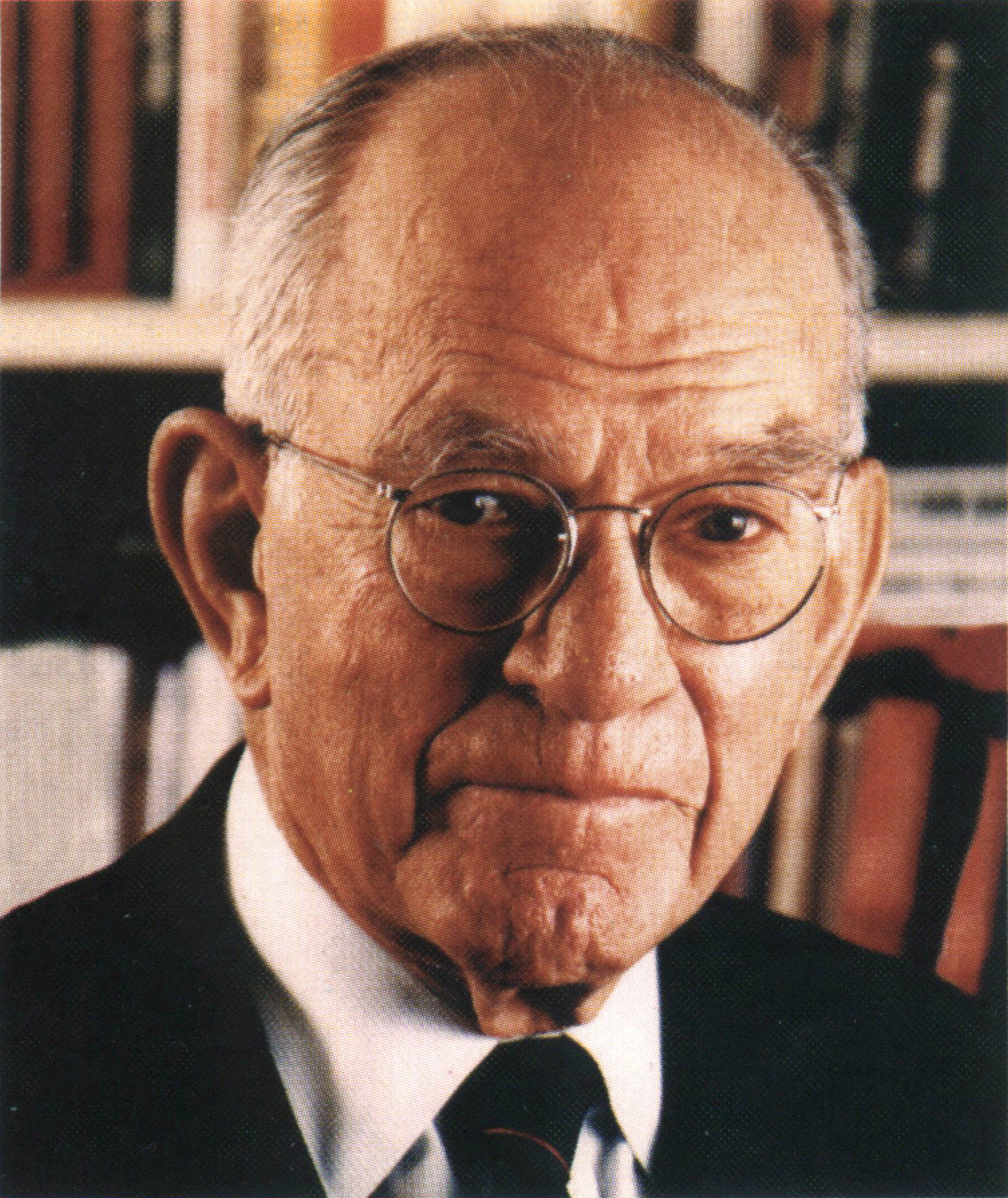
J・ウィリアム・フルブライト

- Noah P. Gates 1871 to 1873
- Albert W. Bishop 1873 to 1875
- Noah P. Gates 1875 to 1877
- D・H・ヒル 1877 to 1884
- George M. Edgar 1884 to 1887
- Edward H. Murfee 1887 to 1894
- John L. Buchanan 1894 to 1902
- Henry S. Hartzog 1902 to 1905
- John N. Tillman 1905 to 1912
- John C. Futrall 1913 to 1939
- J・ウィリアム・フルブライト 1939 to 1941
- Arthur M. Harding 1941 to 1947
- Lewis Webster Jones 1947 to 1951
- John T. Caldwell 1952 to 1959
- David Wiley Mullins 1960 to 1974
- Charles E. Bishop 1974 to 1980
- James E. Martin 1980 to 1984
- Ray Thornton 1984 to 1990
- B. Alan Sugg 1990 to present

### 主な教員
- 黒田和夫 - 地球科学
- エドウィン・グリズウォルド・ノース - 経済学
- メアリー・グッド - 無機化学

### 主な卒業生

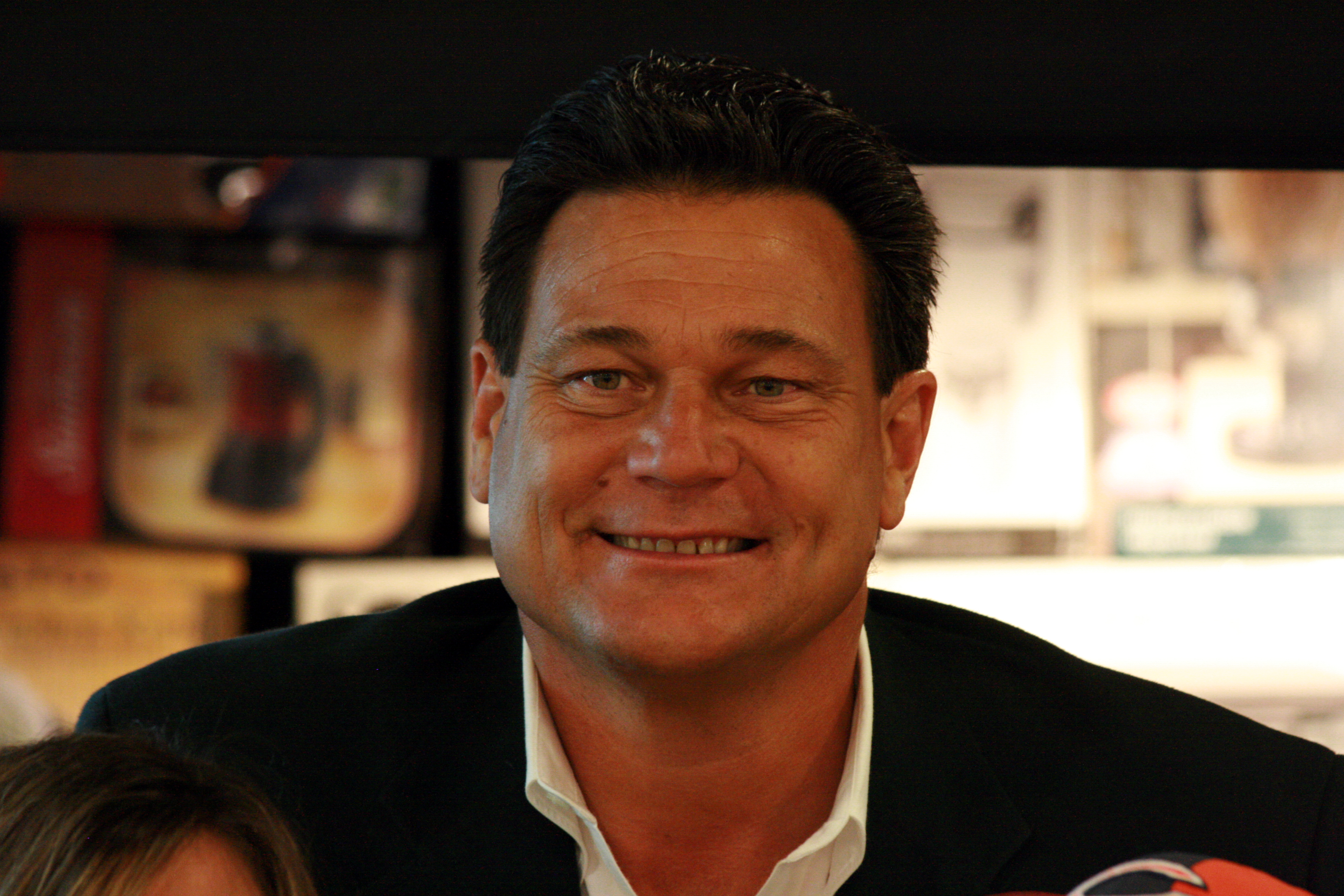
ダン・ハンプトン

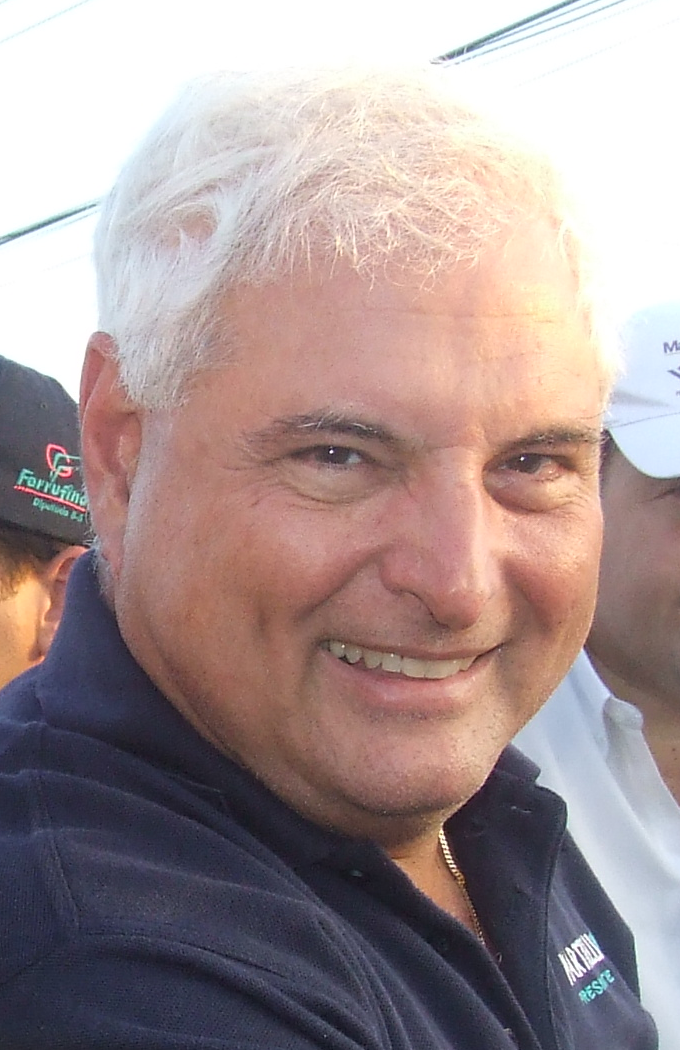
パナマ共和国元大統領リカルド・マルティネリ

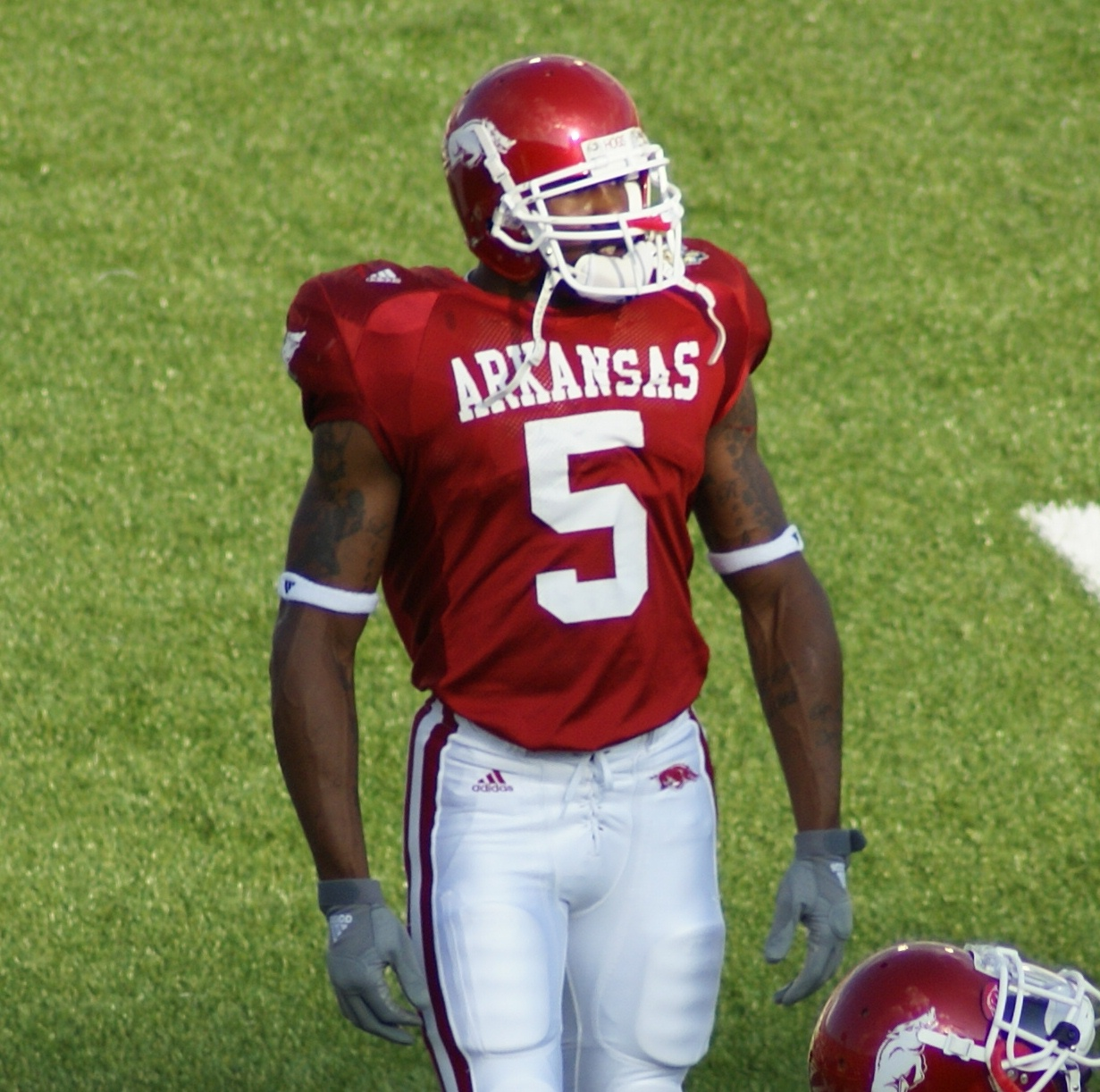
ダレン・マクファッデン

#### スポーツ選手
- ランス・アルワース - 元NFLサンディエゴ・チャージャーズの選手。
- コーリー・ベック - 元NBA選手。
- ロニー・ブリュワー - プロバスケットボール選手。NBAのユタ・ジャズに所属。
- ベロニカ・キャンベル - 陸上競技選手。オリンピックで5つのメダルを獲得している。
- マイク・コンリー - 元陸上選手。バルセロナオリンピック男子三段跳の金メダリスト、アメリカ記録保持者。
- ジョン・デーリー - プロゴルファー。全米プロゴルフ選手権、全英オープン (ゴルフ)で優勝。
- カルビン・デービス - アトランタオリンピック400メートルハードル銅メダル。
- ダン・ハンプトン - プロフットボール殿堂入り選手。
- ジミー・ジョンソン - 元ダラス・カウボーイズヘッドコーチ。スーパーボールで2度勝利している。
- ジョー・ジョンソン - バスケットボール選手。NBAのアトランタ・ホークスに所属。
- マット・ジョーンズ - NFLワイドレシーバー
- ディーナ・カスター - 陸上選手。マラソンのアメリカ記録保持者。
- ダレン・マクファッデン - オークランド・レイダースのランニングバック
- クリフ・リー - フィラデルフィア・フィリーズのピッチャー。2008年サイ・ヤング賞。

#### その他の著名人
- ベリル・アンソニー - アメリカ合衆国下院議員。
- モリス・アーノルド - 判事。
- ヴァーン・クラーク - アメリカ海軍の軍人、海軍大将。第27代アメリカ海軍作戦部長。
- ウィリアム・ディラード - ディラーズデパートの創設者。
- ジョー・ファーグソン - バッファロー・ビルズクォーターバック
- ジョー・フォード - ALLTELの創設者。
- ジョイスリン・エルダーズ - アメリカ陸軍の軍医。第15代医務総監。
- スコット・フォード - ALLTELのCEO。
- J・ウィリアム・フルブライト - フルブライト・プログラム創設者。
- メアリー・グッド - 元アメリカ科学振興協会会長。
- バリー・ハナ - 小説家。短編小説家。ウィリアム・フォークナー賞など受賞。
- マイク・ハリドポリス - 政治家
- リン・ハリス - 小説家。ジェイムズ・ボールドウィン賞受賞。
- キム・ヘンドレン - 政治家
- T. J.・ホームズ - CNNアンカー
- ジョージ・ハワード ジュニア - アフリカ系アメリカ人初の連邦判事。
- ジェリー・ジョーンズ - ダラス・カウボーイズオーナー。
- ウォルター・ケラー - 心臓ペースメーカーの開発者
- ローレンス・ラッキンビル - 俳優。スタートレックV 新たなる未知へでスポックの兄弟。
- リカルド・マルティネリ - パナマ共和国元大統領
- エドウィン・L・メカム - 元ニューメキシコ州知事
- デヴィッド・O・ラッセル - ベライゾン・コミュニケーションズ副社長
- エドワード・ダレル・ストーン - 20世紀を代表する建築家。主な建築物はラジオシティ・ミュージックホール、ジョン・F・ケネディ・センター、ニューヨーク近代美術館など。
- パット・サマロール - CBS、FOX、ESPNのスポーツキャスター
- エド・ウィルソン - フォックス放送社長
- エイサ・ハッチンソン - 政治家。第46代アーカンソー州知事

## キャンパスの写真

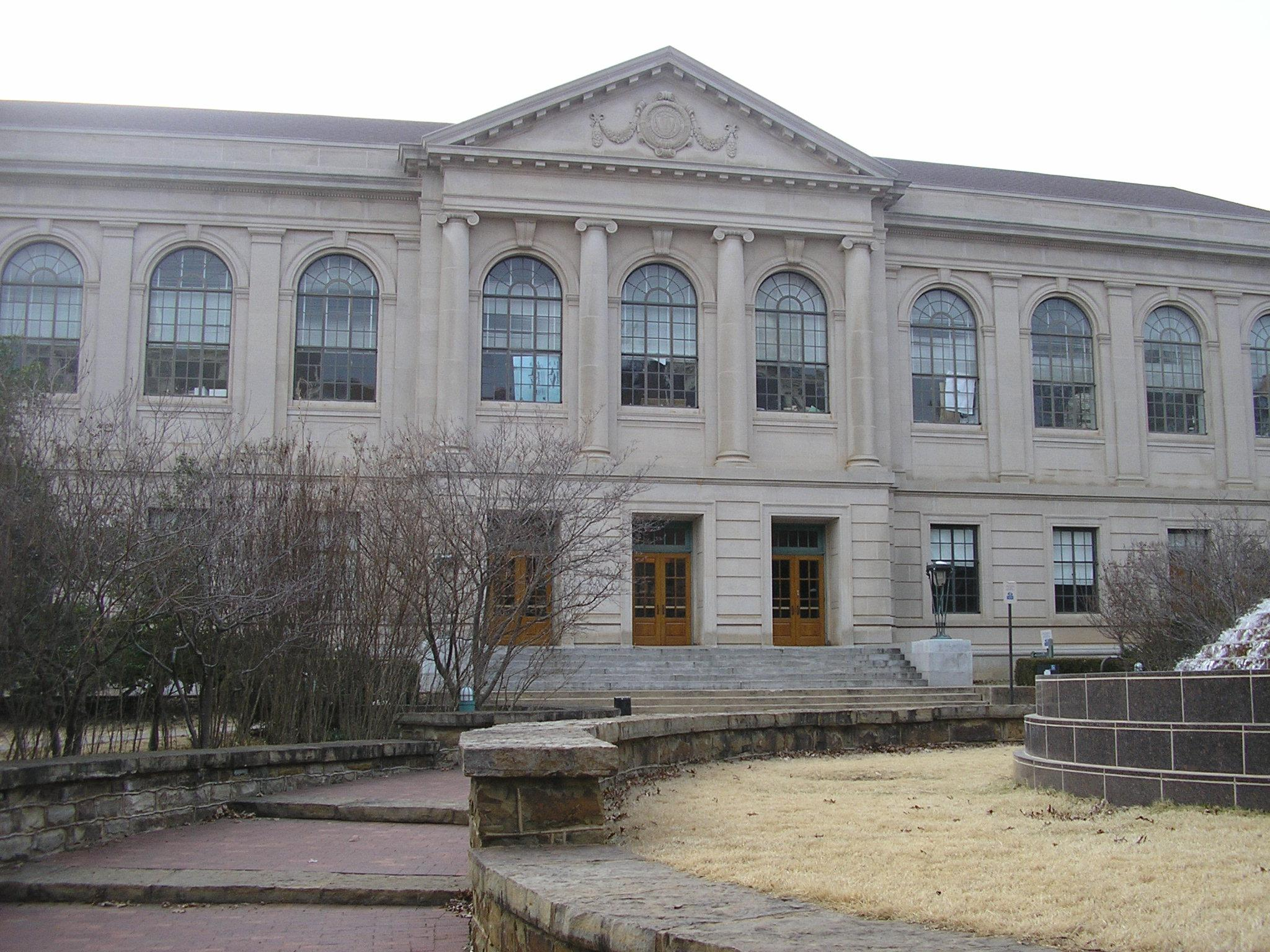
Vol Walker Hall
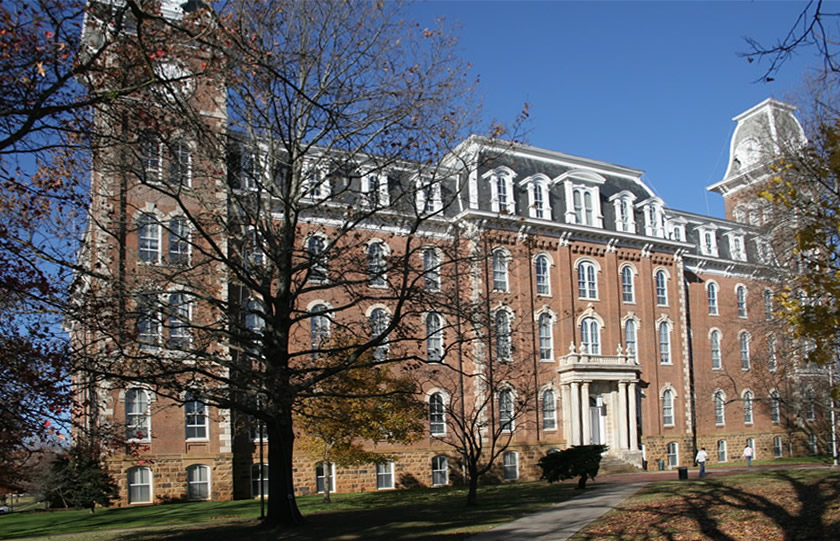
Old Main, original building at UA
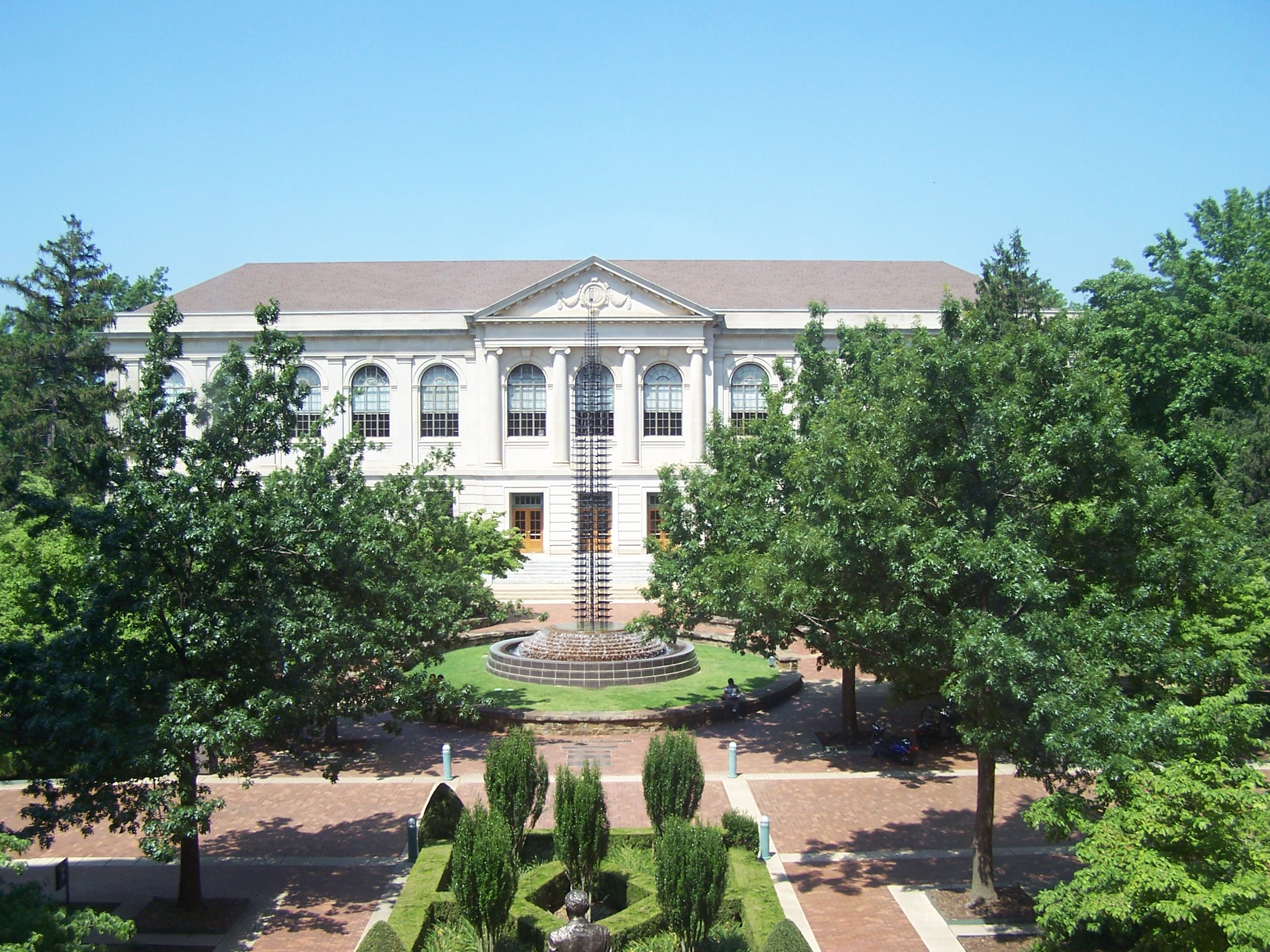
Old Mainから
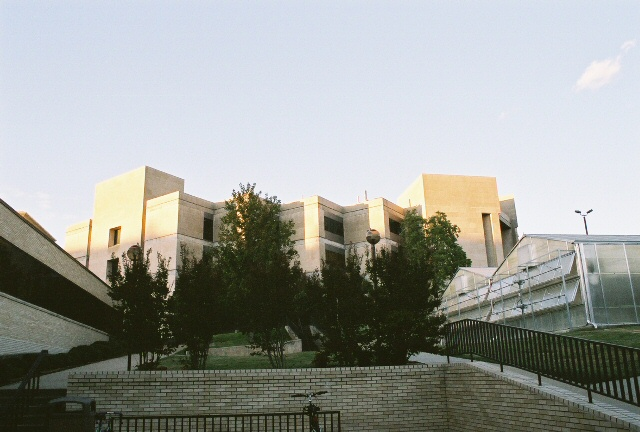
Bell Engineering
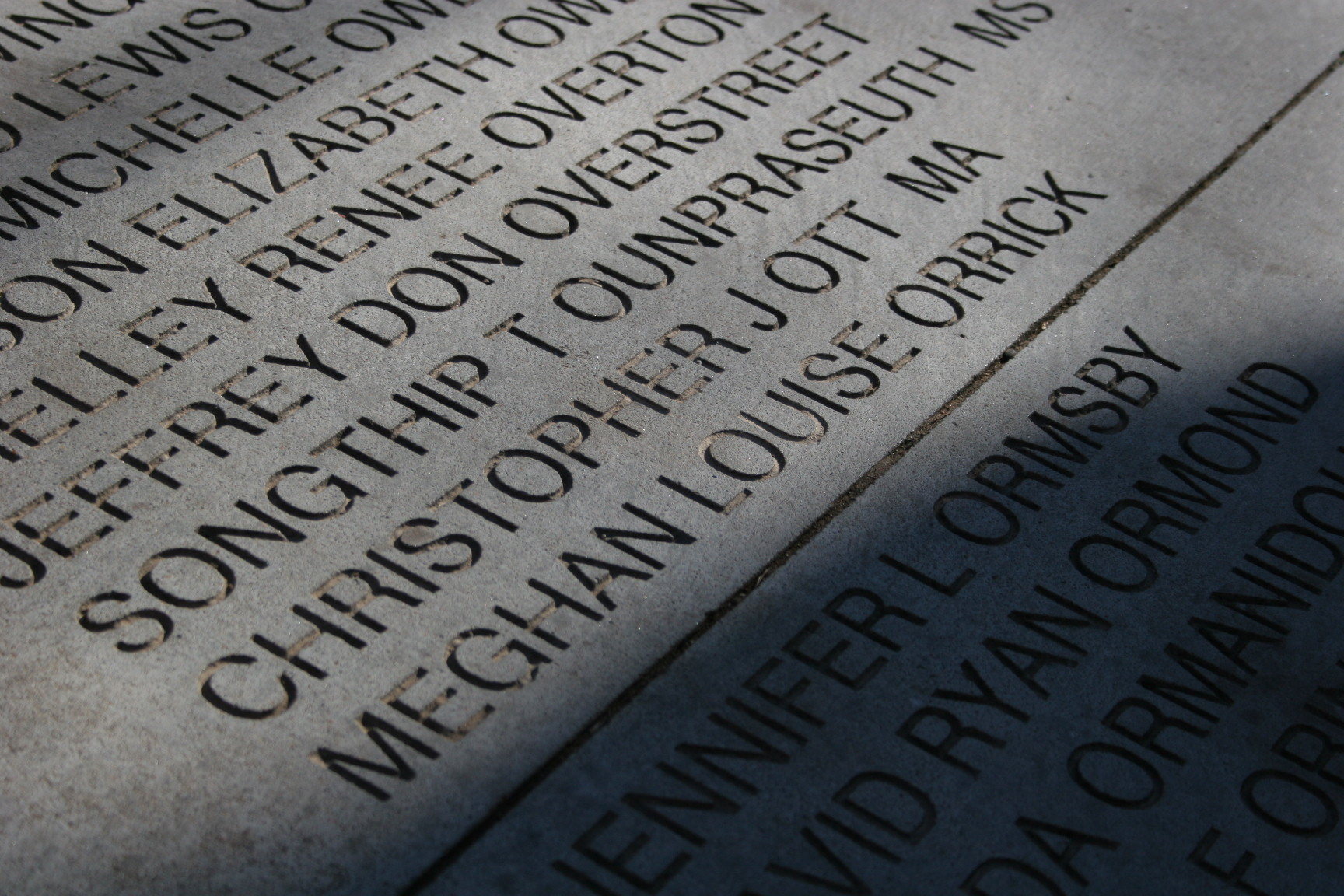
Senior Walk
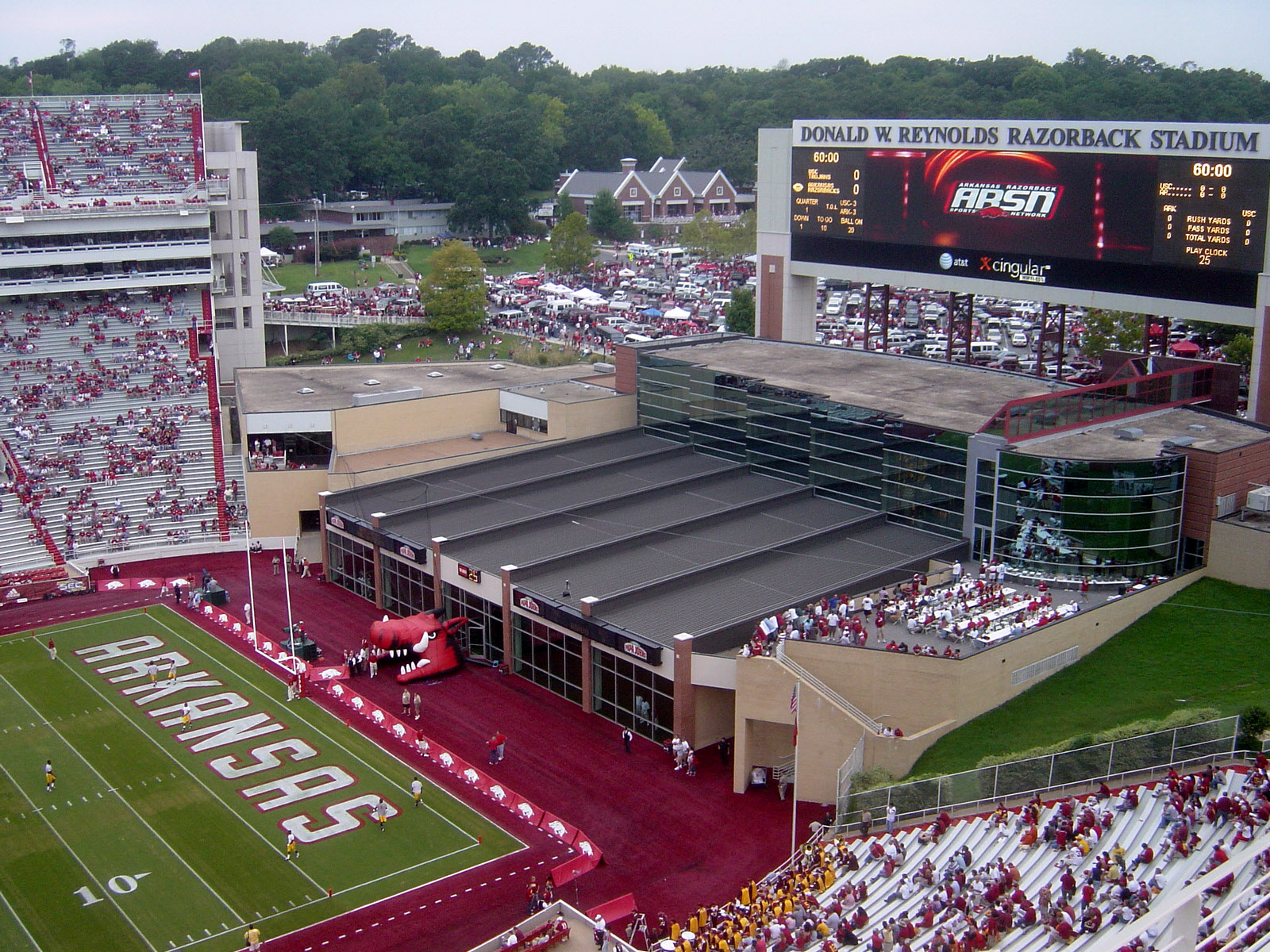
Razorback Stadium
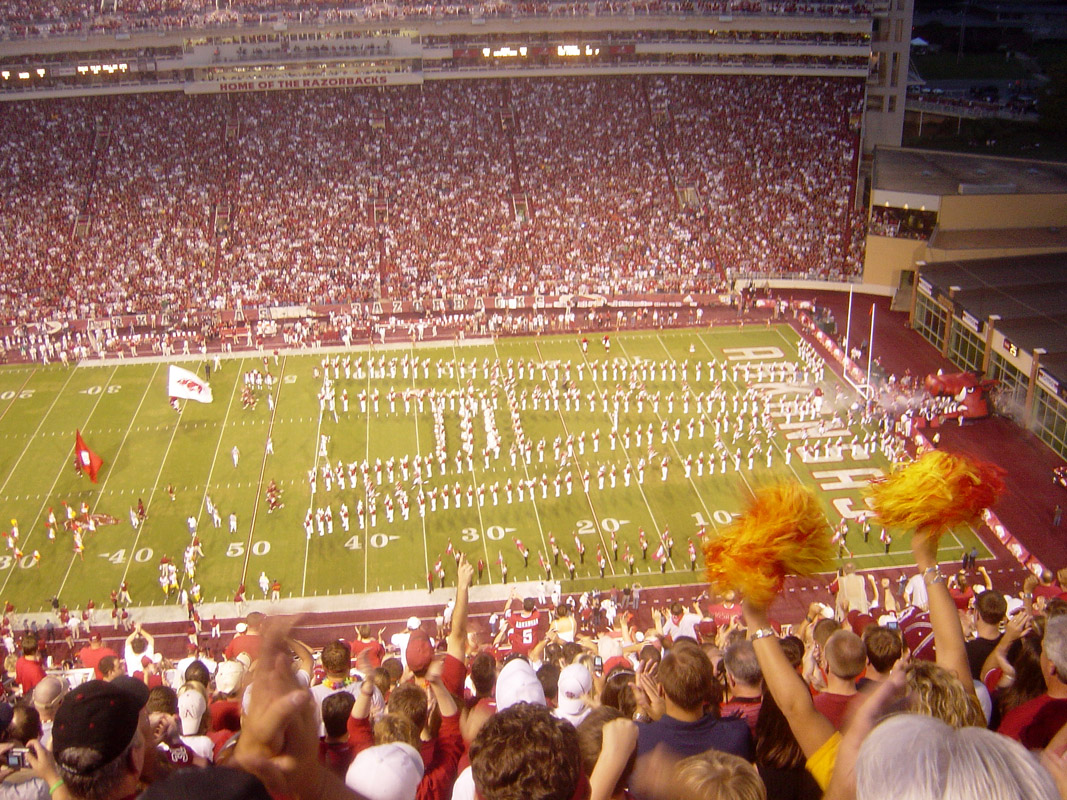
Razorback Marching Band